# Frederik Frison
Frederik Frison (Geel, 28 de julio de 1992) es un ciclista belga, miembro del equipo Q36.5 Pro Cycling Team.

## Palmarés
2020
- 3.º en el Campeonato de Bélgica Contrarreloj

## Resultados en Grandes Vueltas y Campeonatos del Mundo
| Carrera         | Carrera         | 2016 | 2017 | 2018  | 2019 | 2020  | 2021 | 2022  | 2023  | 2024 |
| --------------- | --------------- | ---- | ---- | ----- | ---- | ----- | ---- | ----- | ----- | ---- |
|                 | Giro de Italia  | —    | —    | 142.º | —    | —     | —    | —     | —     | —    |
|                 | Tour de Francia | —    | —    | —     | —    | 145.º | —    | 130.º | 147.º | —    |
|                 | Vuelta a España | —    | —    | —     | —    | —     | Ab.  | —     | —     | —    |
| Mundial en Ruta | Mundial en Ruta | —    | —    | —     | —    | —     | —    | —     | Ab.   | —    |

—: no participa

Ab.: abandono